# Kościół św. Urszuli Ledóchowskiej w Radomiu
Kościół świętej Urszuli Ledóchowskiej w Radomiu – rzymskokatolicki kościół parafialny należący do parafii pod tym samym wezwaniem (dekanat Radom-Centrum diecezji radomskiej).
Jest to świątynia zaprojektowana przez architekta Zbigniewa Koczonia (nawa główna), Pawła Wiśniewskiego i Władysława Gierady (nawy boczne i wieża). Wzniesiona została w latach 1984–1993 dzięki staraniom ks. Wiesława Ozdoby i ks. Grzegorza Senderskiego. Nawę główną poświęcił w marcu 1989 roku biskup Edward Materski. Kamień węgielny wmurował i poświęcił fundamenty naw bocznych 27 października 1991 roku biskup Marian Zimałek. Boczne nawy, wieżę i dzwony poświęcił 10 października 1993 roku biskup Edward Materski. Ten sam biskup dedykował kościół 1 października 2000 roku. Świątynia jest trójnawowa, murowana, wybudowana z cegły czerwonej, otynkowana, ściany boczne są łamane. Wystrój wnętrza był urządzany od 1994 roku. Powstał według pomysłu teologiczno-liturgicznego ks. Grzegorza Senderskiego i według projektu Stanisława i Bożeny Gieradów. W lipcu 2014 roku wnętrze kościoła zostało zniszczone przez pożar. Świątynia została w tym samym roku gruntownie odremontowana, dzięki staraniom ks. Romana Majchrzyka oraz parafian.